# Матюхин, Георгий Гаврилович
Гео́ргий Гаври́лович Матю́хин (род. 6 сентября 1934 года) — советский, затем российский экономист, председатель Центрального банка России с августа 1990 года по июнь 1992 года.

## Биография
Родился 6 сентября 1934 года в г. Барнауле.
Окончил Семипалатинский геологоразведочный техникум. В 1953—1956 гг. — работал геологом в Таджикистане и Западной Сибири.
В 1961 году окончил Московский государственный институт международных отношений. После его окончания проработал 4 года в центральном аппарате Первого главного управления КГБ СССР. Затем был командирован в Уругвай, откуда был выслан с группой советских разведчиков.
С 1970 работал в Международном инвестиционном банке 2 года на полной ставке, затем 11 лет в качестве консультанта. Закончил заочную аспирантуру Московского финансового института, защитил кандидатскую диссертацию по теме «Международные региональные банки».
В 1973—1980 гг. — сотрудник Института мировой экономики и международных отношений АН СССР. Защитил докторскую диссертацию по теме «Проблемы кредитных денег при капитализме».
С 1980 по 1988 год — профессор Всесоюзной академии внешней торговли.
В 1988—1990 гг. — ведущий научный сотрудник Института США и Канады АН СССР.
7 августа 1990 года назначен исполняющим обязанности председателя Правления банка Государственного банка РСФСР по рекомендации Р. И. Хасбулатова, которому до этого помогал в подготовке ряда экономических законопроектов. 25 декабря 1990 года назначен председателем Центрального банка РСФСР. Основным достижением на этом посту стало создание двухуровневой банковской системы России, когда существуют Центральный банк, отвечающий за денежно-кредитную политику и регулирование банковского сектора, и коммерческие банки.
20 декабря 1991 года Постановлением Верховного Совета РСФСР был упразднён Государственный банк СССР, функции эмиссионного центра, органа денежно-кредитного регулирования и управления коммерческими банками были переданы Центральному банку РСФСР (Банку России).
Георгий Матюхин выступал против фактической конфискации накоплений граждан СССР в Сбербанке, предлагая для их сохранения на фоне либерализации цен либерализовать и плату за деньги, то есть процентные ставки по депозитам, приблизив их к реально положительным (по отношению к инфляции) значениям. Однако ставки по кредитным ресурсам, заимствованным правительством у населения, остались регулируемыми и дискриминационно низкими (ниже ставки банковского рефинансирования).
16 июня 1992 года был освобождён от должности председателя Центрального банка.
После отставки занимал ведущие должности в банках «Горный Алтай», «Ноосфера», Собинбанк, «Диалог-Оптим».
Внук Георгия Гавриловича, Станислав Анатольевич Матюхин, проработал в Банке России семь лет в должности заместителя руководителя Отдела лицензирования акционерных инвестиционных фондов, управляющих компаний, специализированных депозитариев и негосударственных пенсионных фондов Управления регулирования и контроля над коллективными инвестициями.

## Публикации
- «Горячие деньги»: проблемы спекулятивного, «блуждающего» капитала / Г. Г. Матюхин. — М. : Международные отношения, 1974. — 176 с., 22000 экз.
- «Проблемы кредитных денег при капитализме». 1977.
- «Мировые финансовые центры». 1979.
- «Рост дороговизны и инфляция в мире капитала». 1984